# چمن هلالی
چمن هلالی (نام علمی: Sesleria) نام یک سرده از تیره گندمیان است.

## نگارخانه

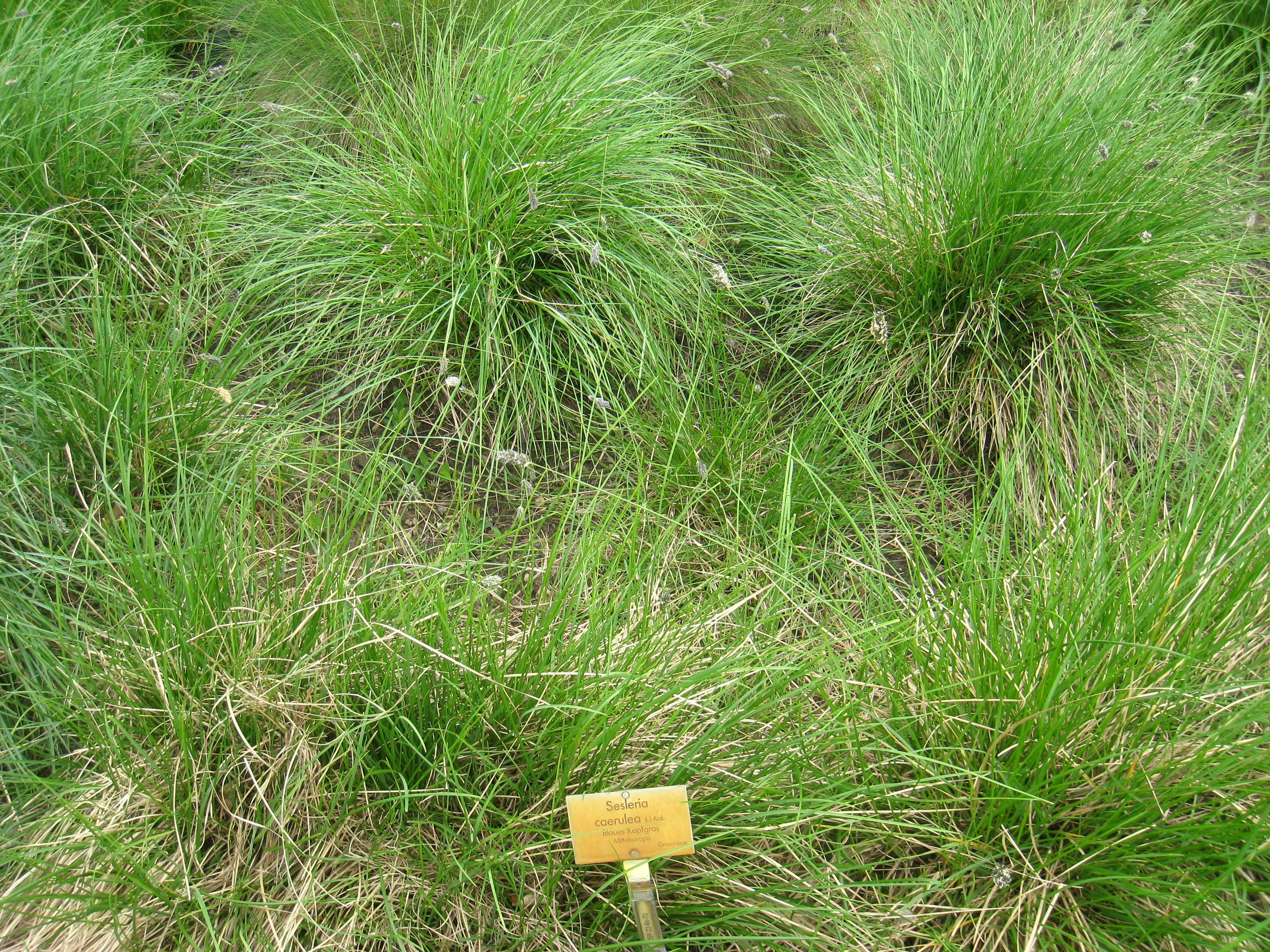
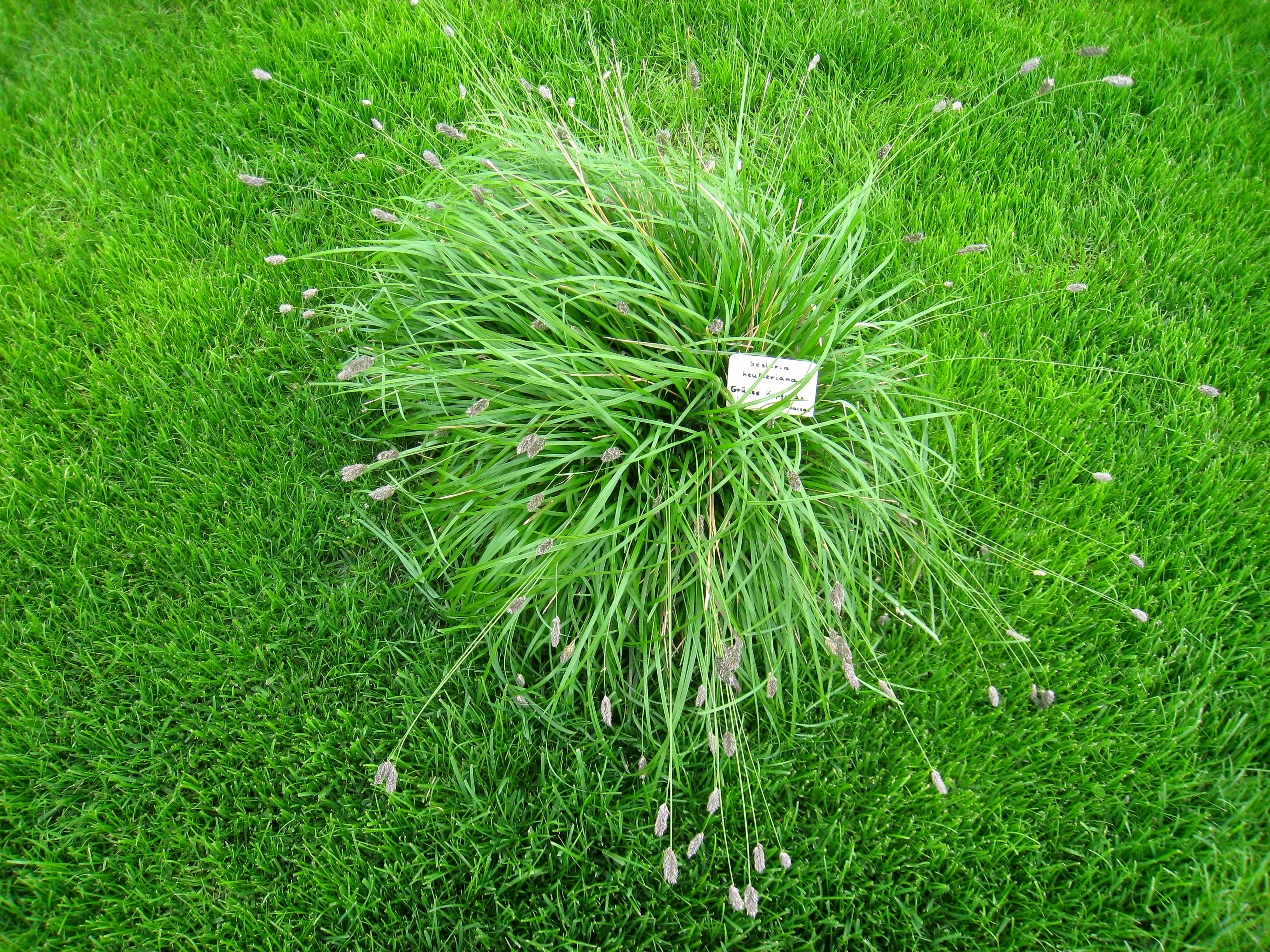